# Pavo muticus
El pavo real cuelliverde (Pavo muticus) es una especie de ave galliforme de la familia Phasianidae que habita en los bosques tropicales del Sureste Asiático.

## Morfología

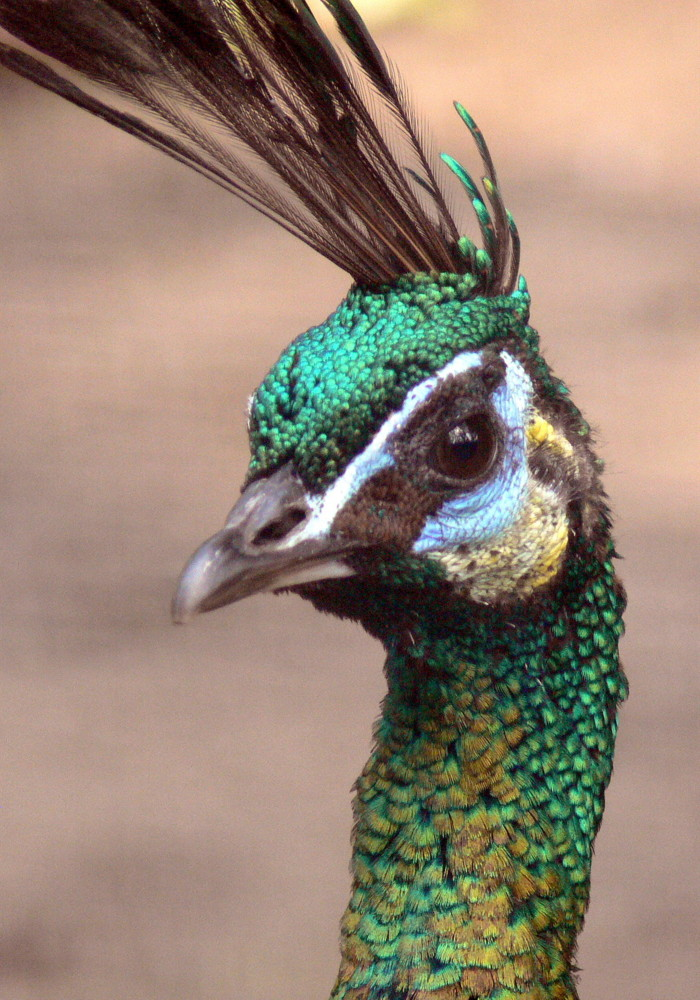
Cabeza de hembra de pavo real cuelliverde.

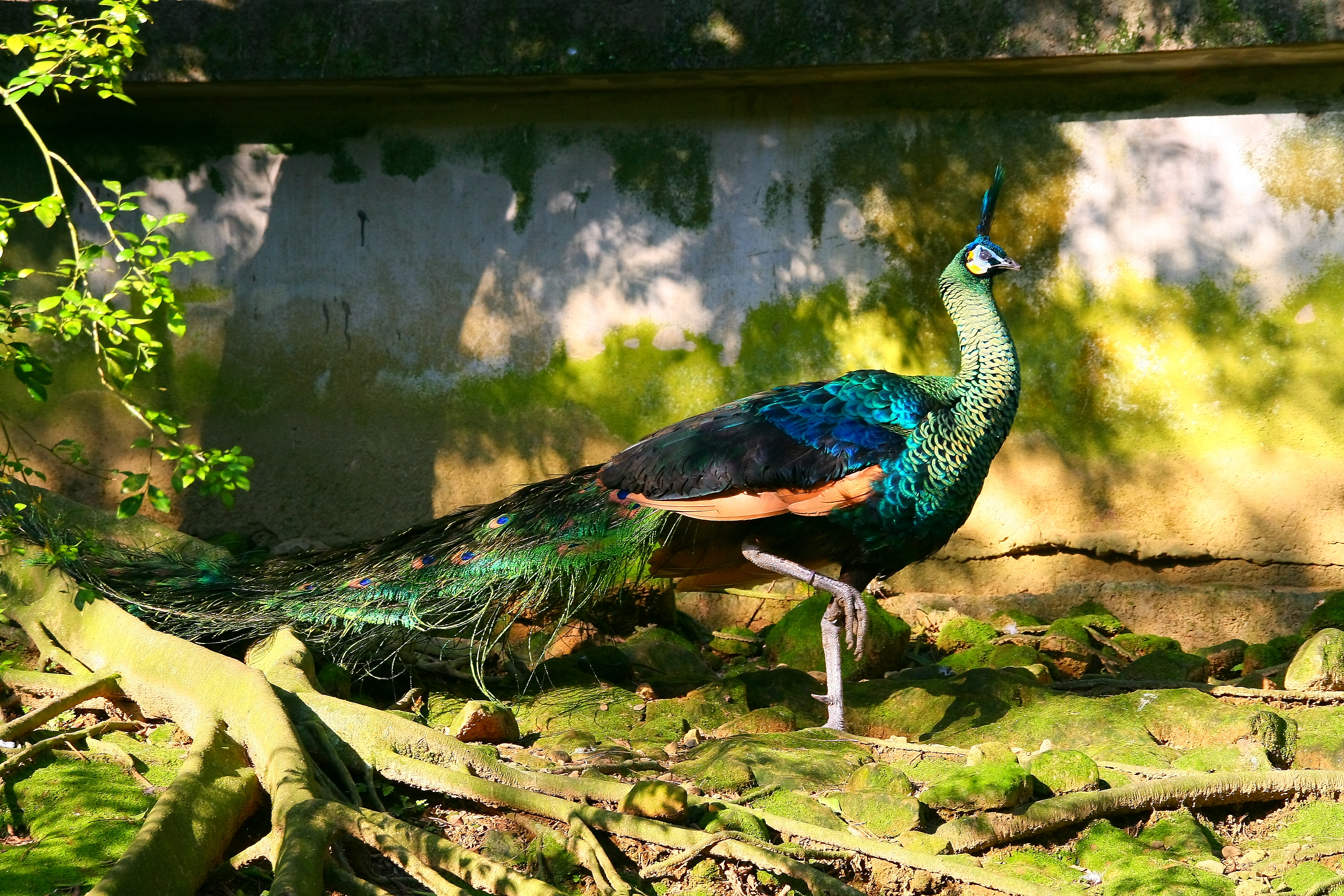
Macho

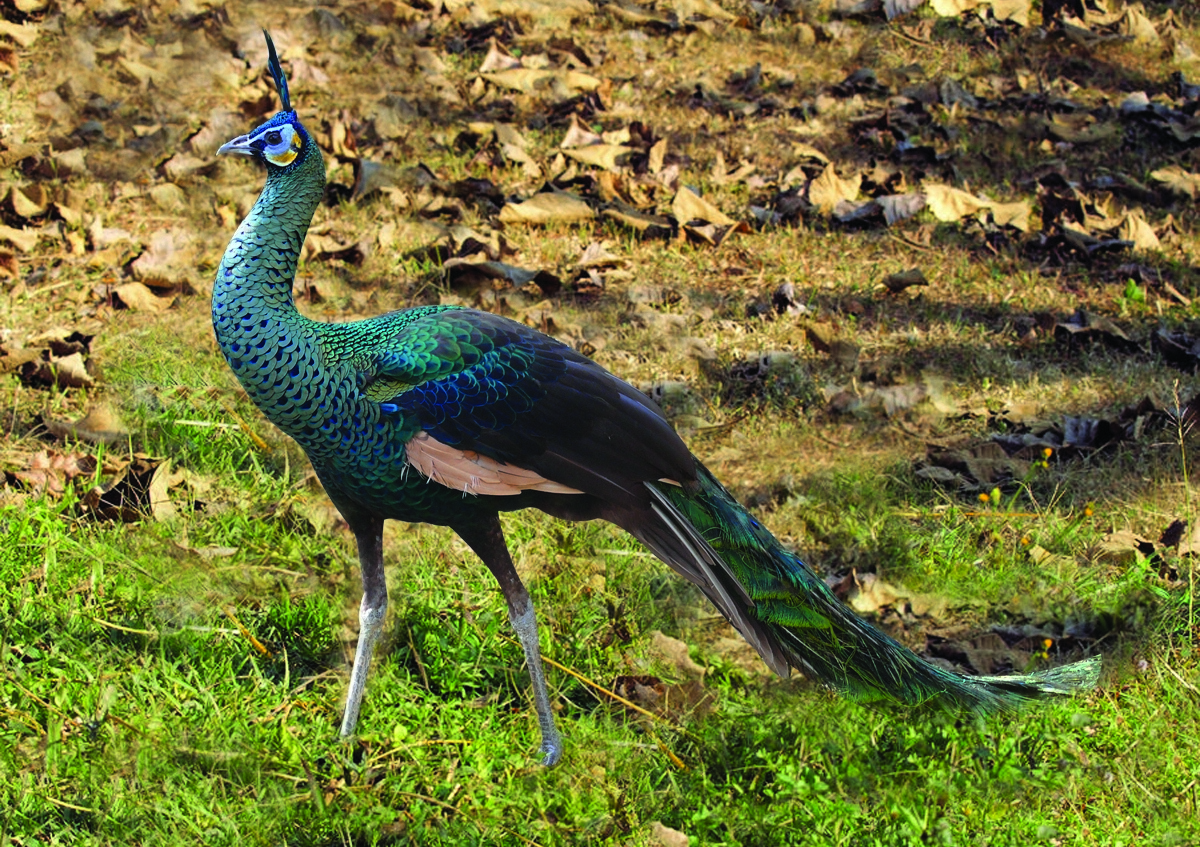
pavo real cuelliverde, en Imphal Zoo, Manipur, India

El macho tiene una cresta espigada diferente a la del macho del pavo real común (P. cristatus). Solamente el macho cuenta con una cola cuyas plumas tienen grandes manchas de color azul oscuro, turquesa y cobre que son semejantes a ojos. La piel fácil del macho es azul claro con una medialuna amarilla cerca de cada oído, y plumas de color verde y bronce en el cuello en lugar de azules. La hembra es mucho menos colorida y no cuenta con la cola del macho.
Los machos de las razas continentales son de color verde azulado, la subespecie imperator tiene un cuello de color verde metálico. En el pecho, las plumas interiores de las alas son azules y las exteriores son verdes-azules en imperator. La subespecie spicifer tiene un cuello y pecho más azules y menos brillantes, con las plumas de las alas más negras; la subespecie muticus es más verde-dorada con menos azul en el cuello y el pecho. Existe considerable variación en el plumaje del cuello y pecho, algo que puede estar relacionado con la edad y el sexo.
El macho tiene un fuerte llamado que suena como ki-wao, el cual repite constantemente. El llamado de la hembra suena como aow-aa con énfasis en la primera sílaba. Los machos hacen su llamado desde sus sitios de apareamiento al amanecer y al anochecer. Algunos pavos verdes tienen una morfología traqueal divergente, lo cual tiene un impacto en sus voces.
Tiene una voz mucho más potente que todos los pavos verdes excepto imperator debido a un aparato especial que acentúa el volumen. Spicifer no cuenta con tal aparato y por lo tanto es mucho más silencioso. Los pavos reales verdes no obstante pueden hacer muchos sonidos diferentes, como graves vocalizaciones vibratorias e incluso chillidos semejantes a silbidos.
Los pavos reales cuelliverdes son aves de gran tamaño, el mayor galliforme en términos de longitud total y envergadura, aunque es mucho más esbelto que el pavo salvaje. El macho llega a medir hasta 3 m de longitud, incluyendo la cola, y pesa hasta 5 kg. La hembra es de 1,1 m de longitud y pesa alrededor de 1,1 kg. Tiene una gran envergadura y su capacidad de vuelo sostenido es inusual entre los galliformes. Se les ha documentado volando sobre el océano para anidar en islotes cerca de la costa de Java y en islas en grandes lagos en Yunnan. Algunos de los islotes e islas se encuentran a más de quince millas de la costa.

## Distribución y hábitat
En el pasado habitaba por el Sudeste Asiático desde el norte de Birmania y el sur de China, extendiéndose a través de Laos, Tailandia, Vietnam, Camboya, Malasia hasta las islas de Java. Su distribución se ha reducido debido a la destrucción de su hábitat y la caza.
Los pavos reales verdes pueden encontrarse en una gran variedad de hábitats incluyendo bosques tanto tropicales como subtropicales, pudiendo ser bosques de árboles perennes o caducifolios. También pueden encontrarse entre bambú, en praderas, sabanas, entre arbustos y cerca de tierras de labranza. En Vietnam, se descubrió que el hábitat preferido eran los bosques caducifolios secos cercanos a fuentes de agua y lejos de la intervención humana. La proximidad al agua parece ser un factor importante.

## Taxonomía

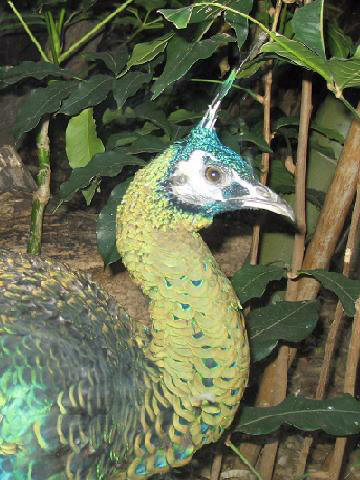
Híbrido entre imperator y spicifer.

La especie se encuentra subclasificada en tres subespecies: P. m. muticus, P. m. imperator y P. m. spicifer. Algunos autores han sugerido que la raza hallada en Yunnan podría ser diferente.
La subespecie muticus se encuentra en la península de Malaca desde el norte de la misma extendiéndose al sur hasta Kedah. Imperator puede ser encontrado en los bosques del norte y este de Tailandia. Spicifer se encuentra distribuido en el noroeste de Birmania. Mientras que los pavos reales generalmente son considerados miembros de la familia de los faisanes, investigaciones moleculares han mostrado que la familia Phasianidae es parafilético, y que los pavos reales no están estrechamente relacionados con los faisanes, pavos y urogallos. No obstante, son parientes lejanos de los gallos y los francolines, y comparten un ancestro común con las codornices y las perdices.
Al igual que el otro miembro del género Pavo, el pavo real cuelliverde es un ave colorida. El plumaje iridiscente puede ser una forma muy especializada de cripsis que resulta útil en bosques abiertos y cerca del agua. La mayoría de los depredadores como leopardos y tigres, perros salvajes, civetas, lechuzas y águilas o halcones que han sido documentadas cazando pavos reales no distinguen colores.

## Comportamiento
El pavo real cuelliverde es un ave de bosque que anida en el suelo y pone de 4 a 6 huevos.
El macho ha sido descrito como poliginio, sin presentar responsabilidades paternas de ninguna clase. También es descrito como muy solitario, intentado copular con cada hembra que ingrese a su territorio. Se dice que las hembras pertenecen a harenes, buscando comida juntas.
No obstante, estas son sólo presuposiciones basadas en los comportamientos de pavos reales cautivos o semicautivos (no pavos reales cuelliverdes) que son poliginios y a partir de observaciones de pavos verdes machos altamente territoriales protegiendo sitios de anidación (suponiendo los investigadores que protegen a múltiples parejas), y con ambas nociones combinadas produce una suposición errónea de que el pavo verde es polígamo.
En realidad, algunos investigadores creen que son monógamos en libertad. Se piensa que el macho protege el nido durante todo el periodo en que es usado, incluyendo el tiempo antes de que comience la incubación. El macho también protege a los polluelos después de que éstos nacen. Mientras la hembra está incubando o aún en proceso de poner los huevos, el macho se para o se posa en un lugar donde pueda ver el sitio del nido. Es propenso a atacar a cualquier animal, grande o pequeño, que se acerque al lugar.
Usualmente pasan tiempo en el suelo pero se alimentan en árboles a una altura de 10-15 m. Su dieta consiste principalmente de semillas, insectos, reptiles, fruta y pequeños animales. Al igual que el pavo real, el pavo verde puede inclusive cazar serpientes venenosas, lo que los hace útiles para controlar sus poblaciones.

## Estado de conservación

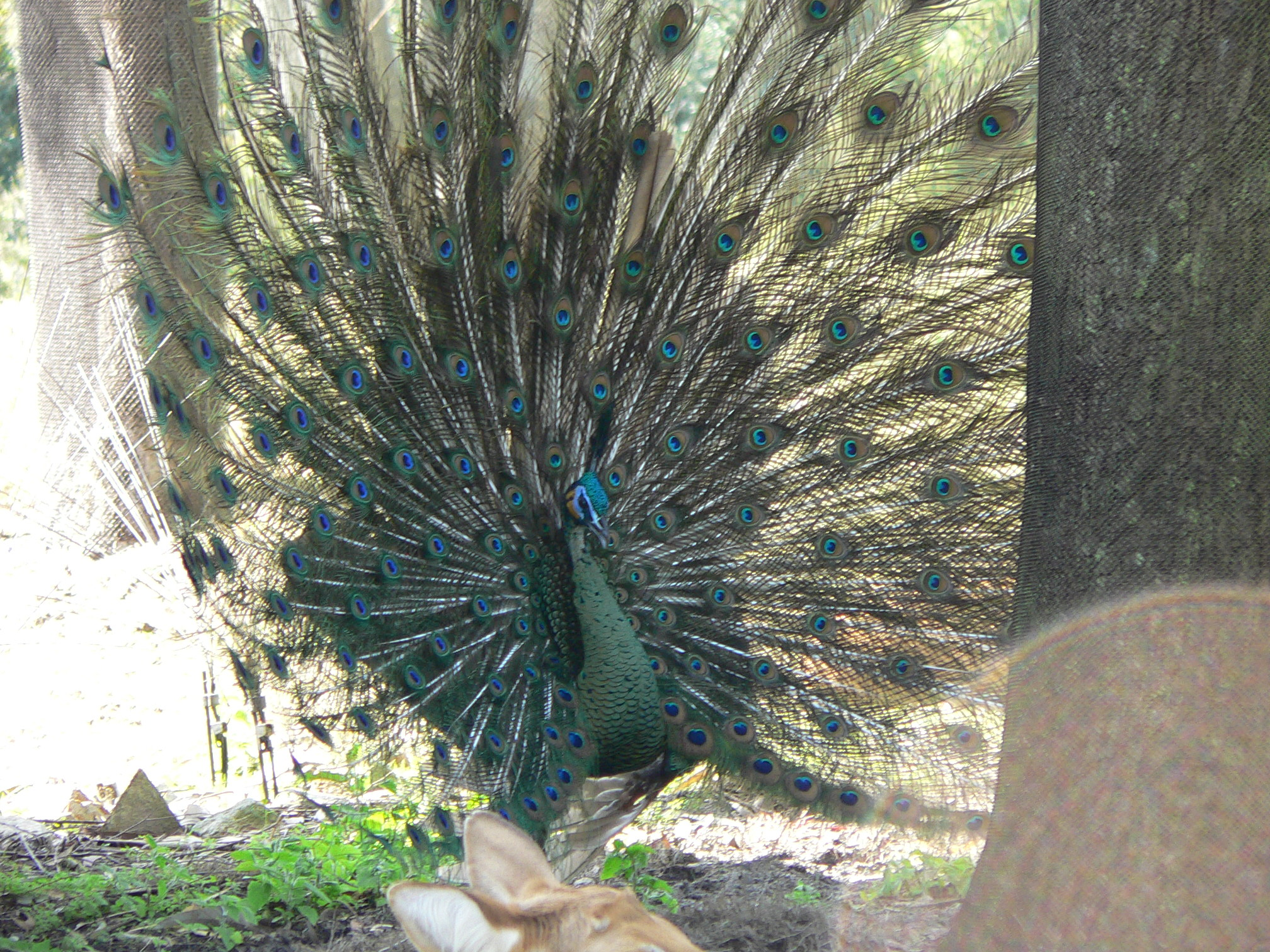
Pavo real cuelliverde macho con su cola extendida.

Debido a su caza y a la reducción en la extensión y la calidad de su hábitat, está clasificado como en peligro en la Lista Roja de la UICN. Está listada en el Apéndice II de CITES. Su población global ha disminuido rápidamente y la especie ya no puede ser encontrada en muchas áreas de su antigua distribución. La población en libertad fue estimada entre 5000 y 10 000 individuos en 1995.
La hibridación con el pavo real  también puede ser una causa del declive del pavo real cuelliverde, dañando la reserva de genes de las aves en cautiverio. Ciertas aves tanto en estado salvaje como en cautiverio que se cree son pavos reales cuelliverdes puros en realidad son híbridos. Además, las subespecies del pavo real cuelliverde también han sido cruzadas intensamente en cautiverio.
Aunque todas las subespecies van disminuyendo, spicifer e imperator no están decayendo tanto como muticus. Algunos criadores erróneamente dicen que la subespecie spicifer está extinta, aunque esto no es verdad. De todas formas, esta subespecie también está desapareciendo rápidamente. La subespecie imperator puede ser todavía común (aunque en declive) en algunas zonas de su rango de distribución.
La subespecie muticus supuestamente vivía en Malasia, así como en el istmo de Kra, pero se extinguió en los años 1960.
En 2005, el diario malayo The Star reportó que se habían llevado a cabo reintroducciones exitosas en Malasia por la Asociación Mundial de Faisanes (en inglés World Pheasant Association, WPA). No obstante, las reintroducciones no se han realizado sin controversia. La publicación afirmó que las subespecies malaya y de Java eran genéticamente idénticas, lo que ha sido aceptado por la comunidad científica. Sin embargo, algunos no creen que esto sea cierto; otras investigaciones genéticas más recientes lo confirman. Debido a la noción de que las dos subespecies no eran idénticas hubo preocupación de que se había introducido la subespecie incorrecta de pavo real verde. Otra declaración de ciertas publicaciones es que las aves introducidas eran muticus. Fotografías y videos de algunas de las aves introducidas en Malasia han servido para identificarlas como spicifer. No obstante, el ADN de la población introducida de spicifer coincidía con aquel de viejas muestras en Malasia confirmando que las aves introducidas eran nativas del área.